# Chai Wan (Hongkong)

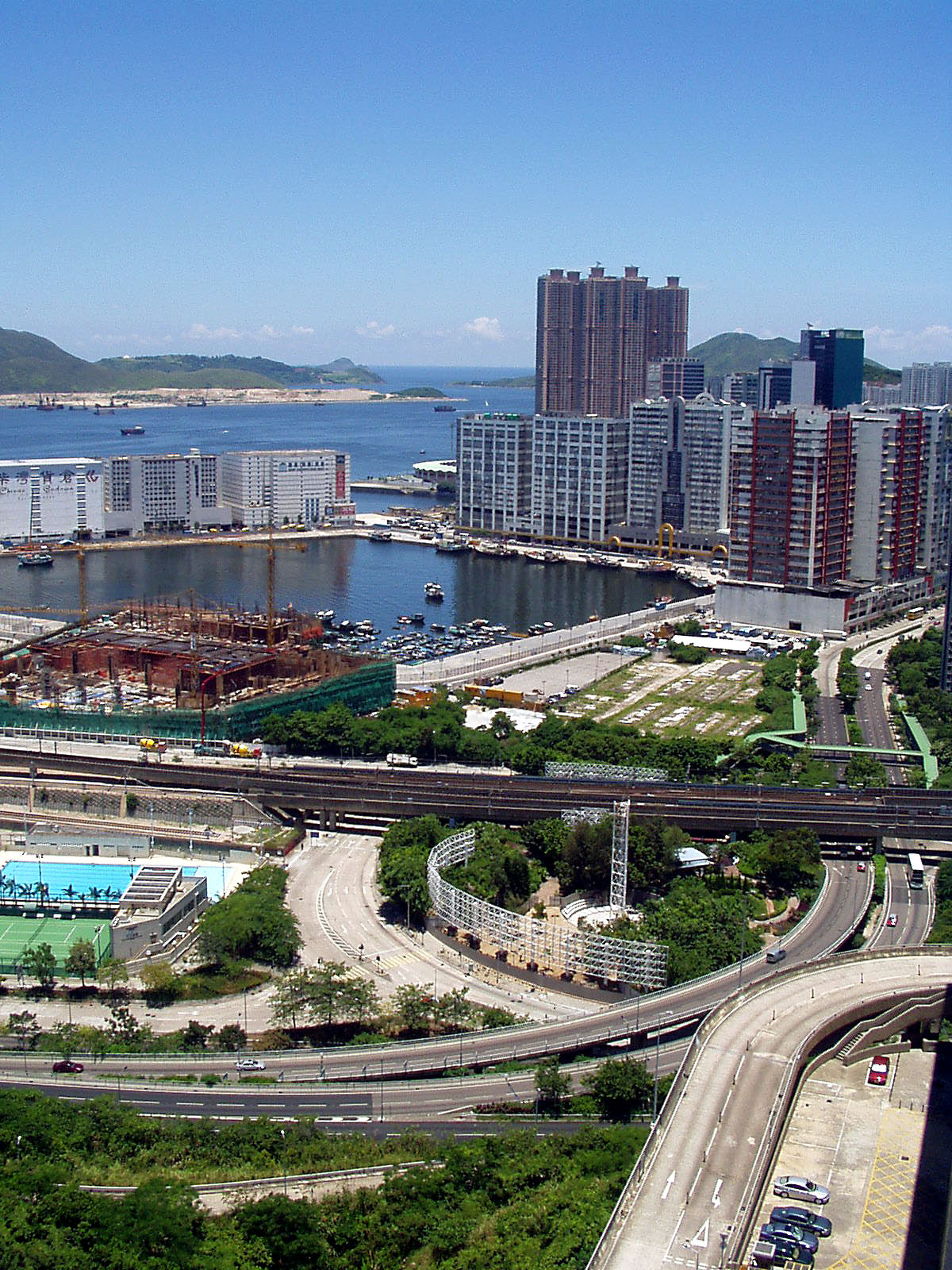
Blick auf den Frachthafen

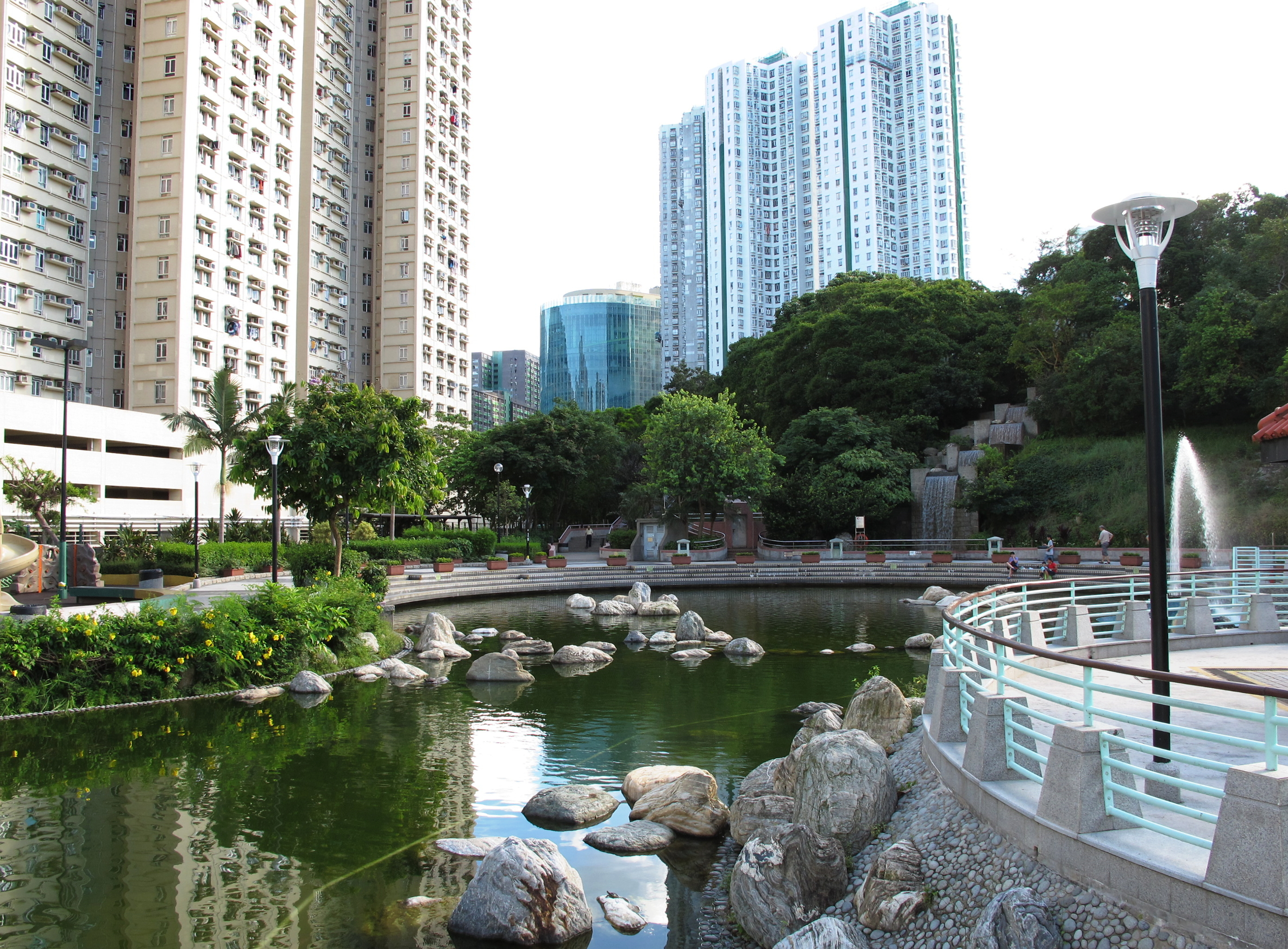
Chai Wan Park

Chai Wan (chinesisch 柴灣 / 柴湾, Pinyin Chái Wān, Jyutping Caai4 Waan1 – „Brennholzbucht“) ist ein Ortsteil Hongkongs im Nordosten von Hong Kong Island. Eine frühere Ortsbezeichnung lautet „Sai Wan“ (西灣 / 西湾,  Xī Wān, Jyutping Sai1 Waan1 – „westliche Bucht“), die zum Beispiel im Namen „Sai Wan War Cemetery“ (西灣戰爭墳場,  Xī Wān Zhànzhēng Fénchǎng, Jyutping Sai1 Waan1 Zin3zang1 Fan4coeng4) erhalten blieb. Hingegen steht die Ortsbezeichnung kantonesischer Ursprungs Sai Wan (kant. 西環,  Xī Huán, Jyutping Sai1 Waan4 – „westliches Revier“), auch bekannt als Western District (西區,  Xī Qū, Jyutping Sai1 Keoi1 – „westlicher Bezirk“), für den westlich gelegenes Stadtgebiet von Sheung Wan und den westlichen Teil des Central and Western Districts.
Chai Wan ist Teil des Eastern District. Der Ort befindet sich zwischen Shau Kei Wan im Westen und Cape Collinson im Osten. Je nach Kontext können die Ortsteile Heng Fa Chuen (杏花邨 – „Aprikosenblütendorf“) und Siu Sai Wan (小西灣,  Xiǎo Xī Wān – „kleine West-Bucht“, gelegentlich „Little Sai Wan“) als Teil von Chai Wan oder als jeweils eigenständige Ortsteile gemeint sein. Insgesamt leben etwa in dem Gebiet etwa 180.000 Einwohner.
Die Island Line der Mass Transit Railway hält in Heng Fa Chuen und endet im Zentrum Chai Wans. Die Autobahn Route 4 führt ebenfalls über Heng Fa Chuen nach Chai Wan. Die Tai Tam Road führt zum Southern District nach Stanley und Shek O.

## Geschichte
Chai Wan ist seit der Zeit des Kaisers Qianlong in der Qing-Dynastie bewohnt. Bis in die 1940er Jahre bestand die Bevölkerung hauptsächlich aus den ursprünglichen sechs Dörfern der Hakkas Law Uk (羅屋,  Luó Wū, Jyutping Lo4 Uk1), Shing Uk, (成屋,  Chéng Wū, Jyutping Sing4 Uk1), Lam Uk (藍屋,  Lán Wū, Jyutping Laam4 Uk1), Luk Uk (陸屋,  Lù Wū, Jyutping Luk6 Uk1), Sai Tsuen (西村,  Xī Cūn, Jyutping Sai1 Cyun1) und Tai Peng Tsuen (大坪村,  Dàpíng Cūn, Jyutping Daai6ping4 Cyun1). Ein traditionelles Dorfhaus einer Hakkafamilie aus dem 18. Jahrhundert ist als Law Uk Folk Museum erhalten geblieben. In der zweiten Hälfte des 20. Jahrhunderts gab es große Stadtentwicklungsprojekte zum Bau von Wohn- und Industriegebäuden. Die Bucht wurde zwecks Landgewinnung zugeschüttet, lediglich ein von Industrieanlagen umschlossener Frachthafen ist geblieben. Zwei Meilensteine dieser Entwicklung sind die Fertigstellung der beiden MTR-Stationen und des Island Eastern Corridor der Route 4.

## Heng Fa Chuen

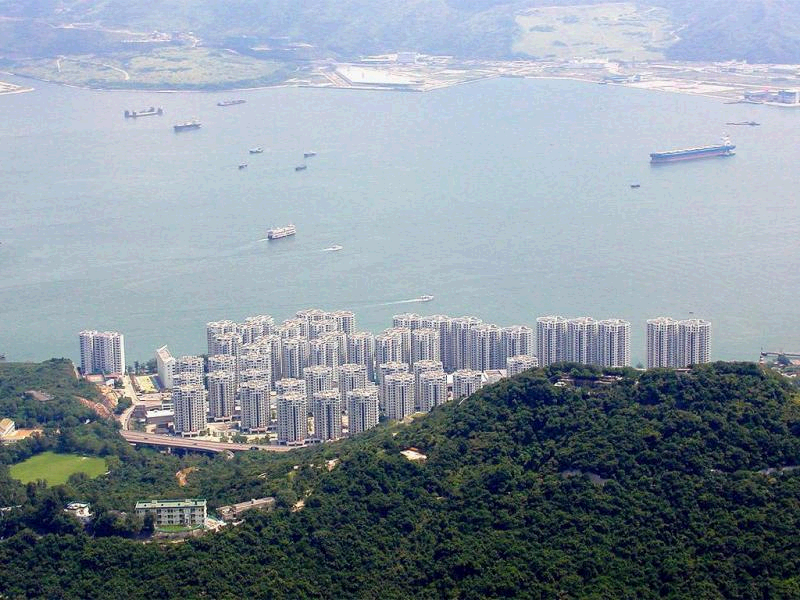
Heng Fa Chuen

Heng Fa Chuen (杏花邨,  Xìnghuā Cūn, Jyutping Hang4faa1 Cyun1 – „Dorf der Aprikosenblüten“) ist ein Wohngebiet im Norden Chai Wans, das in den 1980er Jahren errichtet wurde. Es leben etwa 20.000 Einwohner in 50 Hochhäusern.

## Siu Sai Wan

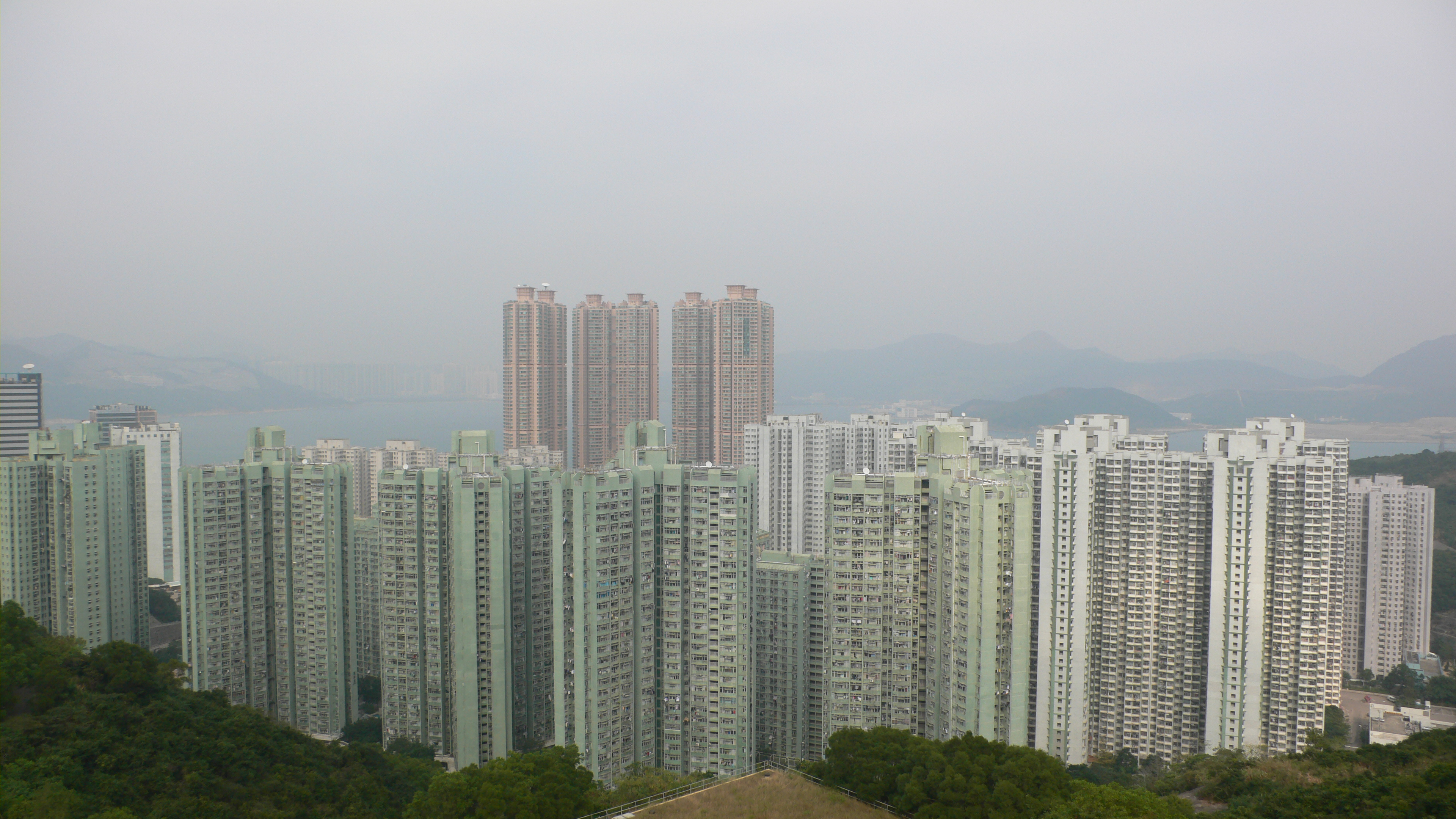
Siu Sai Wan, im Hintergrund das Island Resort

Siu Sai Wan (小西灣,  Xiǎo Xī Wān, Jyutping Siu2 Sai1 Waan1 – „kleine West-Bucht“) ist ein Wohngebiet im Osten Chai Wans. Zu den größten Wohnhäusern gehört das 60-stöckige und 200 Meter hohe Island Resort. In Siu Sai Wan befindet sich das Fußballstadion Siu Sai Wan Sports Ground. Südlich von Siu Sai Wan befindet sich die Haftanstalt Cape Collinson Correctional Institution.
Ab 1951 betrieb die Royal Air Force (RAF) in Siu Sai Wan den Stützpunkt Little Sai Wan zum Abhören des Funkverkehrs der Volksrepublik China. 1964 übergab die RAF die Anlage an das Government Communications Headquarters, das den Betrieb zusammen mit dem australischen Defence Signals Directorate fortführte. Die Anlage zog 1982 an einen neuen Standort nach Chung Hom Kok. Die Gebäude in Siu Sai Wan wurden von der britischen Regierung für andere Zwecke weiterverwendet, bis sie 1988 abgerissen wurden, um Wohnungsbauten zu errichten.